# شينيون (مصطلح طبي)
الشينيون (بالانجليزية:Chignon)هو ورم أو انتفاخ مؤقت يبقي على رأس الطفل عقب استخدام جهاز شفط الجنين في أثناء عملية الولادة. الشينيون ليس علامة لإصابة خطيرة وقد يستغرق ساعتين على الأقل أو أسبوعين على الأكثر لكي يختفي.

## وصلات خارجية
- Modanlou، H. "Neonatal Subgaleal Hemorrhage Following Vacuum Extraction Delivery". The Internet Journal of Pediatrics and Neonatology. ج. 5 ع. 2. مؤرشف من الأصل في 2019-05-14.